# Mikhail Rasputin
Mikhail Nikolaievitch Rasputin es un supervillano de Marvel Comics, el hermano mayor de Coloso de la Patrulla X y Magik de los Nuevos Mutantes. Creado por Jim Lee y John Byrne, apareció por primera vez en Uncanny X-Men (febrero de 1992).
Rasputin es un mutante con habilidades de alterar sustancias y de salto de dimensiones. Él era un cosmonauta y la Agencia Espacial Federal Rusa trató de probar sus poderes al enviarlo a una misión suicida. Él era el único miembro superviviente de su equipo y volvió a la Tierra desequilibrado mentalmente, albergando un peligroso complejo mesiánico.
Él colabora a veces sus esfuerzos con otros villanos como Callisto, Omega Rojo, Apocalipsis, y Mister Siniestro.

## Biografía del personaje ficticio
El hermano mayor de Coloso, Mikhail fue un cosmonauta soviético y fue dado por muerto después de una misión fallida donde su transbordador espacial explotó. Sin embargo, más tarde se descubrió que la explosión fue creada por el gobierno, que descubrió los poderes de Mikhail y quería explotarlos sin que sea gravado por los lazos con el pasado.
Mikhail fue enviado por sus superiores en un vacío interdimensional,contando con sus poderes para mantenerlo a él y a sus camaradas a salvo, para ver qué había al otro lado. Encontró un mundo, aunque fue el único sobreviviente de su tripulación. El se casó con Tra-Mai-A-Zath, hija del gobernante del mundo, el Avatar Mundial,y pronto se convirtió en una figura parecida a un mesías y se vio envuelto en una guerra civil. Durante la lucha, la grieta se abrió y sólo los poderes de Mikhail pudieron cerrarla. El lo hizo, pero la reacción mató a cientos de su gente, incluida su esposa.
Cuando un equipo de X-Men, con su hermano Coloso, viajó a través de la grieta reabierta para intentar sellarla, Mikhail se exilió en el desierto. Finalmente, el equipo y Mikhail se conectaron y le dijeron que tenía que cerrar el vacío antes de que destruyera tanto este mundo como su hogar. Sin embargo, después de haber tenido un intento fallido que mató a muchos, Mikhail tenía miedo de intentarlo de nuevo. Con la ayuda de Fuego Solar, Hombre de Hielo, y Jean Grey para controlar la reacción de energía, Mikhail y el equipo pudieron cerrar la grieta y regresar a la Tierra, sin pérdida de vidas.
Sin embargo, una vez de regreso, a Mikhail le resultó difícil adaptarse y finalmente se volvió loco, escuchando y viendo en su mente a sus compañeros y seres queridos muertos, torturándolo. Escapó de la Mansión X y huyó a los túneles cercanos, donde conoció y se erigió como líder de los Morlocks, los mutantes que habitan en los túneles debajo de la ciudad de Nueva York. Sin embargo, después de una batalla con los X-Men, se desplomó e inundó la casa de los Morlocks.
El resultado fue que muchos, incluidos los X-Men, creyeron durante un tiempo significativo que todos se ahogaron hasta morir, incluido Mikhail, lo que se convertiría en otra fuente de dolor además de la muerte del resto de su familia, para Colossus en un futuro próximo. futuro. Esto finalmente llevó a que Coloso tuviera una pelea con Xavier.
Mikhail, sin embargo, sobrevivió, junto con Callisto la exlíder de la banda de marginados y un grupo de Morlocks que luego descendió para formar la Gene-Nación. En un mundo donde el tiempo se mueve más rápido de lo normal, Mikhail había establecido una ciudadela para sí mismo en la cima de una colina masiva. La filosofía de la "supervivencia del más apto", fue lo único que regía la sociedad. Si alguien pudiera llegar a la cima de la colina se les consideraba "apto" y digno de ser parte de la Gene-Nación. Mikhail se vio obligado a transportar a Tormenta y los gene-nacionales de vuelta a la Tierra, pero escapó una vez más (presumiblemente de regreso a la Colina) despotricando sobre su benefactor estando disgustado con él. Tormenta transportó a todos los genes-nacionales a un pueblo moribundo en África donde podrían ganarse una nueva vida para sí mismos. Se descubrió que Mikhail estaba trabajando para la Bestia Oscura para tratar de propagar un grupo de guerreros de élite.

### Virus Legado
Angustiado por la muerte de su hermana menor Illyana por el Virus Legado, Mikhail decidió hacer algo. Mikhail regresa y expone a su hermana al virus cuando está en su forma envejecida, pensando que con sus habilidades mágicas se protegería del daño y la ayudaría a construir una inmunidad. Más tarde se reveló que el propio Mikhail estaba sufriendo de la enfermedad y también intentaba liberar su cuerpo del virus mortal. Sin embargo, su plan fracasó, e Illyana contrajo la enfermedad, su hermano habiendo sido el que se lo administró a ella.

### Los Doce
Cuando el Profesor Xavier disolvió temporalmente a la Patrulla, Coloso se llevó a Médula con él a Boston para ver una exposición de arte. Una vez allí, fueron trasladados a la Colina por Mikhail Rasputin, y Coloso se encontró cara a cara con su hermano por primera vez desde su supuesto suicidio. La pareja de la Patrulla X terminó liberando a Mikhail de la influencia corruptora de una energía sensible nativa de esa dimensión y lo trajo de vuelta a la Mansión X para recuperarse cuando todo el equipo se vio envuelto en la recolección de Los Doce.
Mikhail fue uno de los Doce, y uno de los Jinetes violó la seguridad de la mansión para secuestrarlo. Coloso se unió a una fuerza de ataque de la Patrulla X, que viajó a Egipto con el fin de hacer frente a Apocalipsis, y sus aliados Skrull. En las batallas resultantes, Mikhail se sacrificó para alejar a los Jinetes del conflicto a un portal dimensional. Aunque algunos jinetes han vuelto a aparecer desde entonces, Mikhail no lo hizo.

### Colossus: Bloodline
Mikhail ha hecho su reaparición y esta vez se había aliado con Siniestro. Los dos estaban tratando de asesinar a todos los miembros de la familia Rasputin, salvo uno, para que el espíritu de su antepasado Grigory Rasputin puede concentrarse y reencarnar en el último miembro restante del linaje. Mikhail se teletransportó a él mismo y a su hermano a otra dimensión que era una serie de cuevas rocosas. No queriendo matar físicamente a su hermano, decidió dejarlo en la dimensión de roca en la que iba a morir en cuestión de semanas. Sin embargo, lejos de Siniestro por un período de tiempo, fue capaz de superar sus manipulaciones mentales y volvió en sí, rescatando a su hermano. Su decisión final fue de teletransportarse a un mundo llamado La Zona Oscura, una dimensión de la que era imposible volver y también una vez dentro, era imposible morir dentro. Esto protegió al resto de la lınea Rasputin de las depredaciones de Siniestro como en algún punto Mikhail habría sido el único superviviente Rasputin, que luego atrapa a su antepasado en la zona oscura. Coloso trató de persuadirlo para salvarse a sí mismo, pero Mikhail determinó que sería mejor para el posible problema y por su propia locura.
Después de los eventos del Día M, Mikhail ha conservado sus poderes mutantes.

### Dawn of X
Desde entonces, Mikhail ha regresado a la Tierra tras la destrucción y reconstrucción de todo el Multiverso. Cuando Krakoa se estableció como nación mutante, Homo Superior de todo el mundo comenzó a reunirse en esta nueva patria. Sin embargo, Mikhail fue uno de los pocos que rechazó esta llamada y permaneció en Rusia porque consideraba que Krakoa era una amenaza para el mundo. Como resultado, formó una alianza con la organización anti-mutante llamada XENO donde les brindó apoyo, pero sólo contra Krakoa. Mientras examinaban los cadáveres de los soldados mejorados de XENO en Healing Gardens, Bestia, Sage y Cecilia Reyes se sorprendieron al descubrir que los soldados fueron diseñados biológicamente para tener agentes más pequeños anidados en su interior. Uno de estos pequeños soldados pudo robar la Espada Cerebro, asesinar a Kid Omega con ella y usó este cuerpo moribundo para acceder a una puerta de entrada de Krakoa a Rusia para entregarle la espada a Mikhail Rasputin.
Después de reclamar la Espada Cerebro, apuñaló a Quentin Quire y llevó al joven mutante al cuartel general secreto de XENO. Sabía que Quire no moriría ya que su conciencia se cargaría en un nuevo cuerpo a través de los Protocolos de Resurrección. Sin embargo, Mikhail decidió usar su cadáver como fuente de material genético que XENO podría usar en su arsenal de soldados genéticamente modificados. Luego, Mikhail le presentó la espada al Hombre del Tatuaje del Pavo Real y a XENO.
Además, Mikhail Rasputin comenzó a utilizar un poderoso mutante que altera la realidad conocido como el Cronista para tomar el control del país, construyendo efectivamente un gobierno mutante en la sombra que funcionaría junto al de Vladímir Putin. Mikhail también obligó al Cronista a tomar el control de Coloso desde lejos. El hizo que Piotr le rompiera el cuello a Kayla, una mutante que controlaba el agua y que había comenzado una relación con él, y encubriera la evidencia, ganando así un topo dentro de X-Force, la propia CIA de Krakoa, y finalmente en el propio Consejo Silencioso cuando Coloso fue más tarde elegido para un puesto vacante.

## Poderes y habilidades
Los poderes de Mikhail siempre han sido bastante ambiguos y nunca se han explicado completamente, sino que se han descrito como "deformación de energía". Su papel como cosmonauta era usar sus poderes para proteger a la tripulación y al barco de las energías del vacío que estaban investigando en la isla Sakhalin. Mientras estaba en el mundo al que había entrado a través del vacío, intentó cerrarlo para proteger tanto a la Tierra como al otro mundo; Se requería "una fuente de energía paralela al vacío", y Mikhail sirvió "en lugar de esa fuente poderosa", lo que indica que podía ejercer una energía considerable.Cuando más tarde se abrió el portal entre los dos mundos y los X-Men llegaron al mundo de Mikhail, él sirvió como el punto focal del poder atómico de Sunfire, el control de la baja temperatura de Iceman y los campos telequinéticos de Jean Grey, ejerciendo "las energías incalculables de mil estrellas" (sic).A su regreso a la Tierra, se demostró que el traumatizado Mikhail poseía poderes de deformación que podían afectar más que solo la energía, arremetiendo contra un hombre que repartía pizza y convirtiéndolo en un árbol, aparentemente matándolo.Aún empuñando las energías interdimensionales a las que estuvo expuesto al atravesar el vacío, Mikhail conservó la capacidad de moverse entre dimensiones.El pudo extraer de su propio cuerpo el Virus Legado y transferirlo a su hermana, Illyana (razonando que su forma anterior, mágicamente potenciada, podría protegerla y evitar su muerte).Su aparente control atómico o molecular se manifestó en la capacidad de imbuir objetos inanimados con un grado de vida; En su psicosis creyéndose un dios, Mikhail trató de animar un retrato de su hermana fallecida, pero fue disuadido por su hermano Coloso.
Se dice que la versión de la Era de Apocalipsis, "comanda la energía y la fuerza de las fuerzas." En diversas apariciones se le ha mostrado ser capaz de manipular la sustancia de la materia a nivel subatómico y deformar las longitudes de onda de energía, permitiéndole disparar ráfagas destructivas y teletransportarse a través del espacio y las dimensiones, aunque la extensión y los límites de sus poderes son desconocidos.

## Otras versiones

### Era de Apocalipsis
En la Era de Apocalipsis, Mikhail era uno de los mutantes rusos que se oponían a la invasión de Apocalipsis. Él fue capaz de matar a Guerra, uno de los Jinetes de Apocalipsis. Sin embargo, Apocalipsis se impresionó por la victoria de Mikhail, le impulsó a capturarlo y lavarle el cerebro a Mikhail. Mikhail se convirtió en un Prelado y uno de los Jinetes de Apocalipsis y fue puesto a cargo del centro de Estados Unidos. Más tarde dirigió a un grupo de soldados Infinite de vuelta a Moscú, donde descubrió que su hermano Coloso era el nuevo líder de los Super Soldados soviéticos. Este grupo luchó valientemente, pero no eran rivales para su exlíder y todos menos Coloso fueron asesinados. A pesar de los meses de lavado de cerebro, Mikhail no podía decidirse a matar a su hermano. Coloso casi se abrió paso por el lavado de cerebro de Apocalipsis cuando la Patrulla X llegó, ahuyentándolo.
Mikhail se recluyó porque los meses de procedimientos experimentales y el lavado de cerebro que sufrió finalmente le hicieron perder la cordura, Mikhail volvió sus poderes en sí mismo, significativamente alterando su fisiología y apariencia. Cambió su carne en un híbrido de carne metálica y abrió pasarelas en su propia mente que le dieron poderes que incluso Apocalipsis nunca había soñado. Después de años de mutarse a sí mismo, Mikhail no le temía incluso ni al propio Apocalipsis. Cuando Mikhail volvió, Apocalipsis le dio la responsabilidad añadida de estar a cargo de sus tierras euroasiáticas. Mikhail empleó la Fuerza Dyscordia como su ejército personal, sirvientes humanos que sobrevivieron a su Programa de Primera, un programa que convirtió humanos ordinarios en cyborgs bajo su control. A su lado estaba su mayordomo Guardián Murdock (la versión de AoA de Daredevil), que sirvió a Rasputin por gratitud personal, como él creía que sus poderes eran producto del Programa de Primera de Rasputin. Otro de los aliados humanos de Mikhail era Bruce Banner, un científico tratando de mutarse a sí mismo, que obtuvo un suministro de sujetos de prueba mutantes a cambio de su ayuda.
Rasputin abandonó Norteamérica y se acercó al Consejo Superior de Humanos con una ofrenda de paz, que él no pretendía cumplir. El Jinete Olvidado, como se le apodaba, capturó a los Agentes del Consejo a bordo de sus naves y planeó asesinar a los líderes del Consejo Superior de Humanos. Su plan era tomar el control de toda Europa, utilizando los poderes amplificados del capturado Émpata para manipular las emociones de todos los humanos. Sin embargo, los agentes del Consejo tomaron el control de la flota de Rasputin. Mikhail fue detenido de asesinar a los líderes del Consejo por Donald Blake, que al parecer mató al Jinete empujándolo del Big Ben, a costa de su propia vida.

## En otros medios

### Videojuegos
- Mikhail Rasputin aparece en X-Men Legends II: Rise of Apocalypse con la voz de Scott MacDonald.[27]Mikhail es el segundo de los Jinetes de Apocalipsis encontrado cuando la Patrulla X lo combaten en la Tierra Salvaje. Su aspecto recuerda más a su personaje en la historia Era de Apocalipsis de Marvel Comics que su aspecto tradicional, lo cual es comprensible dado el contexto del juego. Había muchas referencias acerca de que era el hermano mayor de Coloso, pero no tiene un diálogo especial con Coloso. En esta versión, sus poderes incluyen rayos de energía, auto-duplicación, súper velocidad y la habilidad de transformar los objetos inanimados en esbirros.